# 王宗瑶
王宗瑶（850年代—10世纪），字宝臣，燕人，五代十国时期前蜀高祖王建义子，本名姜郅，一作姜志。许田人。

## 生平
姜郅幼年时遭遇黄巢之乱，被黄巢军所掠，与父母失散。因为善于骑射，得到了忠武军军籍。当时王建是忠武军的将领，他把姜郅擢升为队长。唐僖宗因军阀混战而出逃，王建在山南西道救驾，姜郅因作战刚勇被编入左神策军。他能在马上挥舞丈八长矛，每次骑马冲阵，人们都望而生畏。后调为威猛副兵马使。
光启三年（887年），王建统领阆州，自称刺史。姜郅为先锋、十九都都头和左威猛都知兵马使。他被王建赐姓王，从此改名王宗瑶。十一月，王建想接受养父西川监军宦官田令孜的召唤，为田令孜的哥哥西川节度使陈敬瑄效力。王建把大部分家人托付给盟友东川节度使顾彦朗，带着从子王宗鐬和养子王宗弼、王宗瑶、王宗侃和王宗弁前往成都。但陈敬瑄随后反悔了，想阻止王建来成都。王建与他决裂，便发动战争。其中在攻破鹿头关、汉州和德阳的战斗中，王宗瑶立下很多战功。文德元年（888年）六月，王建在新都驻军，当地拥有部队的土豪安仁、费思懃、何义阳等人不服。王建派王宗瑶说以利害，结果安仁等人都来归附，并且给王建提供钱粮。王建的部队力量得以大幅度加强。最终，王建于大顺二年（891年）取胜，并且掌控了西川。
同年，王建讨伐绵州刺史杨守厚。王宗瑶用计引诱蹇谏等各蛮族的酋长和将帅，俘虏了数千士兵。最终他们打败了杨守厚，王宗瑶改任蜀州刺史。景福元年（892年），王宗瑶被任为茂州刺史。二月，与王建族子嘉州刺史王宗裕、王建养子雅州刺史王宗侃、威信都指挥使华洪率兵五万攻威戎军军部彭州，败节度使杨晟于城下，围彭州。不久，徙简州。乾宁二年（895年），静难节度使王行瑜、凤翔节度使李茂贞、镇国军节度使韩建逼宫，唐昭宗诏王建勤王，九月，王宗瑶受任为北路行营都指挥使，奉命率军勤王，屯兵绵州，军容甚盛，国人莫不啧啧称赞。王建奏授王宗瑶嘉州刺史。天复年间，授武信军节度使。
王建自称前蜀皇帝，史称前蜀高祖。王宗瑶被加封太子少傅，兼任中书令。王宗瑶仍任武信军节度使，直至永平二年（912年）被高祖另一养子王宗播所取代。永平五年（915年）八月，王宗瑶担任东北面招讨使，并攻打凤州。十一月，王宗瑶与高祖另一养子、兼任中书令北路行营都制置使的王宗绾会合，共同攻克了凤州。王宗瑶又被加封太师。
养马人姜春侍奉王宗瑶多年，经常遭到笞责。后来，姜春因为年老无法忍受鞭打，于是哭着去向王宗瑶的妻子控诉，乞求让他回家种地。王宗瑶的妻子怜悯他，便问他家在何处，有何亲戚。姜春答道自己本是许昌人，有一儿子被掠入川，不知生死，并且说到了儿子小名，还提到儿子脚上有一黒子——原来他就是王宗瑶的父亲。王宗瑶知道后，大哭，秘密派人送他到剑门关外，并奏报高祖：“我的父亲最近从关东赶过来了。”于是用金帛装饰的马车把他的父亲迎入宅中。父子又回到了原来的样子。王宗瑶把鞭子交给他的父亲，希望父亲鞭笞自己后背以赎清以往的过错。从此以后，王宗瑶给数万僧人提供斋饭，而且再也不鞭打侍从。《太平广记》引《王氏见闻》有<姜太师>事，与此事类似。
光天元年（918年）五月，高祖病重，任命王宗瑶为金吾使，授予遗诏来辅佐政事。后主王衍继承帝位。七月，按照功绩赐封王宗瑶为临淄郡王。并授予太傅一职。
王宗瑶曾为自己建造了高大的坟墓，有空就在其中喝酒高歌。有一天他突然在坐着的时候去世了，当时他已经六十七岁，而且并没有得病。人们认为他已经清楚自己将要去世了。